# Holy Smoke
Holy Smoke (alternativ: Holy Smoke!) ist ein US-amerikanisch-australisches Filmdrama von Jane Campion aus dem Jahr 1999.

## Handlung
Die junge Australierin Ruth Barron reist mit einer Freundin durch Indien. Sie erfährt von einem Guru namens Baba, der seine Anhänger in rituellen Zusammenkünften erleuchten soll. Ruth möchte trotz der Befürchtungen ihrer Freundin Prue auch teilnehmen.
Prue sucht daraufhin Ruths Elternhaus auf. Sie schildert den Eltern, wie Ruth von dem Guru in einem Zustand der Ekstase erleuchtet werden soll.
Miriam Barron, Ruths Mutter, ist besorgt und reist nach Indien, um die Tochter wieder heimzuholen. Als Vorwand erzählt sie dieser, dass ihr Vater todkrank sei. Doch auch damit kann sie Ruth nicht umstimmen. Erst als Miriam einen Zusammenbruch erleidet, ist Ruth bereit, mit nach Australien zurückzukehren. Als sie dort ankommt, stellt sich heraus, dass ihr Vater wohlauf ist und die Familie sie in eine Falle gelockt hat. Sie soll nämlich von dem amerikanischen Sektenexperten P.J. Waters, der eigens aus New York einflogen wurde, geheilt werden. Dazu fährt dieser mit ihr ins Outback in eine abgelegene Hütte, das sogenannte Half Way Hut, wo er sie in Isolation durch Entmündigung, Bevormundung und auch Provokationen wieder normalisieren will.
Zwischen dem betont machohaften P.J., einem alternden Playboy, und der jungen, egozentrischen und eigenwilligen Ruth entbrennt ein Macht- und Geschlechterkampf. Die beiden decken die Schwächen des jeweils anderen gnadenlos auf und versuchen sich gegenseitig durch Gehässigkeiten zu erniedrigen. Dabei verfällt P.J. Ruths körperlichen Reizen, obwohl es seine oberste Maxime ist, niemals mit einer Klientin ein Verhältnis anzufangen, sie sozusagen spirituell nicht zu schädigen. Nachdem die beiden jedoch mehrmals miteinander geschlafen haben, bekommt Ruth in dem Geschlechterkampf die Oberhand. Schließlich entschließt sie sich aber, der Isolation zu entfliehen; ein früherer Ausbruchsversuch war gescheitert. Dadurch erleidet P.J. einen Zusammenbruch und erlebt Ruth in einer Art Gotteserscheinung.
Am Ende werden Ruth und P.J. Brieffreunde. Ruth ist nach Indien gezogen, wo sie mit ihrem neuen Freund und ihrer Mutter lebt, die von ihrem Ehemann wegen einer jungen Sekretärin verlassen worden ist. P.J. lebt in Seattle, wo er seine Freundin und Kollegin Carol geheiratet hat, Vater von Zwillingen geworden ist und als Schriftsteller arbeitet. Ruth und P.J. erzählen einander ihre Geschichte im Voice Over. Dabei wird deutlich, dass aus der seltsamen Begegnung der beiden eine tiefe Liebe entstanden ist, die sie sich nicht so recht erklären können und die ein spirituelles, metaphysisches Moment zu haben scheint.

## Hintergrund
Der Film wurde in Neu-Delhi, Pushkar und in Australien gedreht. Er hatte am 4. September 1999 auf den Internationalen Filmfestspielen von Venedig Weltpremiere; im Oktober 1999 wurde er auf dem New York Film Festival gezeigt und im November 1999 auf dem Taipei Golden Horse Film Festival. Der Film spielte in den Kinos der USA rund 1,76 Millionen US-Dollar ein.

## Kritiken
Bob Graham schrieb im San Francisco Chronicle vom 11. Februar 2000, Kate Winslet spiele eine Frau, die spirituell nicht naiv sei („she’s not a spiritual nitwit“), sondern ihre eigene Meinung habe. Er spottete, dass Harvey Keitel in seinen Filmen immer eine Nacktszene habe; die Nacktszenen von Kate Winslet hätten den Kritiker überrascht.
Kevin Thomas schrieb in der Los Angeles Times vom 3. Dezember 1999, der Film sei gleichzeitig „fröhlich“ und „ernsthaft“, „grausam“ und „liebevoll“; er strotze vor Vitalität. Die Regisseurin zeige sich als Feministin, ihr Feminismus habe jedoch eine allumfassende humanistische Note („her feminism reaches the level of an all-embracing humanism“).

## Auszeichnungen
Jane Campion war 1999 für den Goldenen Löwen nominiert und erhielt im selben Jahr dann den Preis Elvira Notari der Internationalen Filmfestspiele von Venedig.